# Джауф (област)
Джауф е една от 19-те области на Йемен. Площта ѝ е 39 500 км², а населението ѝ е 547 300 жители (по оценка от 2012 г.). Разделена е на 12 окръга. Разположена е в часова зона UTC+3. Официален език е арабският.